# Pil Trafa
Enrique Héctor Chalar, más conocido como Pil Trafa (Buenos Aires; 1 de febrero de 1959-Lima; 13 de agosto de 2021), fue un músico argentino que destacó por ser el cantante de Los Violadores, banda fundadora del punk en Argentina. También lideró la agrupación Pilsen.

## Biografía
Enrique Héctor Chalar nació en Villa Urquiza, siendo hijo único de padres de ascendencia alemana y vasca. Vivió su adolescencia durante la última dictadura en Argentina, lo cual le generó una actitud provocativa. Sufrió la represión y la tortura, tanto de los militares como de la policía.[cita requerida] Siendo adolescente, le gustaban artistas como Luis Alberto Spinetta y Deep Purple, hasta que leyó un número de la revista El Expreso Imaginario, sobre el movimiento Punk en Inglaterra y su artículo principal, hablaba de una banda llamada Sex Pistols, cuyas letras se mofaban de la Reina Isabel y se caracterizaban por no saber tener un conocimiento previo sobre música.
Pil Trafa diría sobre su descubrimiento del punk:

Me acuerdo que El Expreso Imaginario decía que eran una basura, lo peor, que eran para dárselo al árbitro. Yo no nací músico, nadie en mi familia toca, y vi una oportunidad en el punk para los que no estudiamos música. Porque en aquella época era todo jazz rock y sinfónico, todo virtuoso, todo prolijo. Yo necesitaba otra cosa.

A fines de la década de los 70, encontró influencias en bandas de la primera ola del punk como The Clash y The Sex Pistols. También en esa misma época conoce a Pedro Braun, alias «Hari B» y a Gustavo Fossá (alias Stuka), con quienes forma grupos previos a Los Violadores. Sus influencias son los mencionados Sex Pistols, The Clash, The Stranglers, The Jam, The Damned, Buzzcocks, Generation X, Ramones, etc.
En 1980, Chalar se da a conocer con el sobrenombre de «Pil Trafa», derivación de «piltrafa»; debido a su extrema delgadez y también en parte, a su aspecto de rufián. También usa ese apodo, debido a que usaba camisetas con el logotipo de Public Image Limited; la banda del vocalista Johnny Rotten, tras la separación de los Sex Pistols.

## Los Violadores
Como miembro de Los Violadores, es coautor (junto a Stuka) de gran parte de los temas que la banda interpreta, entre ellos «Represión» y uno de los dos temas más emblemáticos de la banda, «Uno, dos, ultraviolento» (el más difundido del grupo) como también es el único miembro constante de Los Violadores.

## Pilsen
Durante la intermitente separación del grupo en 1992, debido a sus diferencias con Stuka, formó Pilsen con quienes editó dos discos entre 1993 y 1994 siendo las canciones más conocida de este proyecto fueron: «Pilsen», «Cucarachas para el desayuno», «Va por mí, va por vos», «Iván fue un comunista», entre otras.
En 2017 volvió Pilsen a la actividad editando un disco en vivo titulado «Pils3n» grabado en vivo en el Teatro Vorterix y con un nuevo disco en estudio en proceso.

## Proyectos solistas
En el año 1999 forma Stuk@Pil con su excompañero en Los Violadores, Stuka, el dúo lanza un álbum homónimo que mezclaba el punk con bases electrónicas e industriales, y editan el disco homónimo. El 11 de septiembre de 1999 en la discoteca Cemento tocan de invitados con Marky Ramone and The Intruders. Y el 16 de noviembre de 1999 en el estadio Luna Park de Buenos Aires con The Offspring y The Vandals.
En 2004, Pil Trafa edita su primer disco solista, denominado El Monopolio de las palabras, que contiene el cover «Clandestino» de Manu Chao en versión punk.
En 2011, produce 30 años, como celebración por los treinta años de historia con Los Violadores. El disco compacto, consiste en una retrospectiva en plan electroacústico y fue lanzado de modo completamente independiente.
El 15 de abril de 2012, también como solista, compartió fecha con la banda británica The Damned, durante su primer show en Argentina.
El 15 de septiembre de 2012, Pil Trafa es invitado con su banda solista al show de Die Toten Hosen en el estadio Malvinas Argentinas de Capital Federal.
En 2015, edita su segundo trabajo discográfico como solista en compañía de su nueva banda «Los Violadores de la Ley», titulado Último hombre, material producido por Steve Diggle, el bajista de Buzzcocks.
Desde fines de los años noventa, Pil Trafa se encontraba radicado en Lima, Perú, donde vivía con la productora peruana Claudia Huerta y su hijo Ian.

## Fallecimiento
Enrique Héctor Chalar falleció víctima de un paro cardiorrespiratorio el 13 de agosto de 2021 en la ciudad de Lima, Perú. Tenía sesenta y dos años. El comunicado oficial difundido por Pilsen reza: «Ha fallecido un guerrero, pionero del punk y underground latinoamericano, letrista ilustrado, vocero de toda una generación, luchador e incansable capitán de mil batallas».

## Discografía
| Disco                           | Banda                          | Año  | Grabación |
| ------------------------------- | ------------------------------ | ---- | --------- |
| Los Violadores                  | Los Violadores                 | 1983 | Estudio   |
| Y ahora qué pasa, eh?           | Los Violadores                 | 1985 | Estudio   |
| Uno, dos, ultravioladores       | Los Violadores                 | 1986 | EP        |
| Fuera de sektor                 | Los Violadores                 | 1986 | Estudio   |
| Mercado indio                   | Los Violadores                 | 1987 | Estudio   |
| Y que Dios nos perdone          | Los Violadores                 | 1989 | Estudio   |
| En vivo y ruidoso               | Los Violadores                 | 1990 | En vivo   |
| Otro festival de la exageración | Los Violadores                 | 1991 | Estudio   |
| Otra patada en los huevos       | Los Violadores                 | 1996 | Estudio   |
| En vivo y ruidoso II            | Los Violadores                 | 2002 | En vivo   |
| Y va... sangrando               | Los Violadores                 | 2004 | EP        |
| Bajo un sol feliz               | Los Violadores                 | 2006 | Estudio   |
| Rey o reina                     | Los Violadores                 | 2009 | Estudio   |
| 30 años                         | Los Violadores                 | 2011 | En vivo   |
| Bajo otra bandera               | Pilsen                         | 1993 | Estudio   |
| Radio Olmos                     | Pilsen                         | 1993 | En vivo   |
| Bestiario                       | Pilsen                         | 1994 | Estudio   |
| Pils3n                          | Pilsen                         | 2017 | En vivo   |
| Stuk@Pil                        | Stuk@Pil                       | 1999 | Estudio   |
| El monopolio de las palabras    | solista                        | 2004 | Estudio   |
| Último hombre                   | Pil y Los violadores de la ley | 2015 | Estudio   |
| Carne, Tierras y Sangre         | Pilsen                         | 2020 | Estudio   |

## Colaboraciones
| Disco                    | Artista         | Año  | Notas          |
| ------------------------ | --------------- | ---- | -------------- |
| Beso negro               | Claudio Cardaci | 1989 | como productor |
| Animal 6                 | A.N.I.M.A.L.    | 2001 | como invitado  |
| Tributo a Los Violadores | Varios artistas | 2001 | como invitado  |
| El campo de los sueños   | Bulldog         | 2002 | como invitado  |

## Filmografía
- Sobredosis  (1986)
- Ellos son, Los Violadores (2009)